# Hassle-Bösarps landskommun
Hassle-Bösarps landskommun var en tidigare kommun i dåvarande Malmöhus län.

## Administrativ historik
Kommunen bildades i Hassle-Bösarps socken i Vemmenhögs härad i Skåne när 1862 års kommunalförordningar trädde i kraft.
Vid kommunreformen 1952 uppgick kommunen i Skurups köping som ombildades 1971 till Skurups kommun.